# Partit Nacional (Polònia)

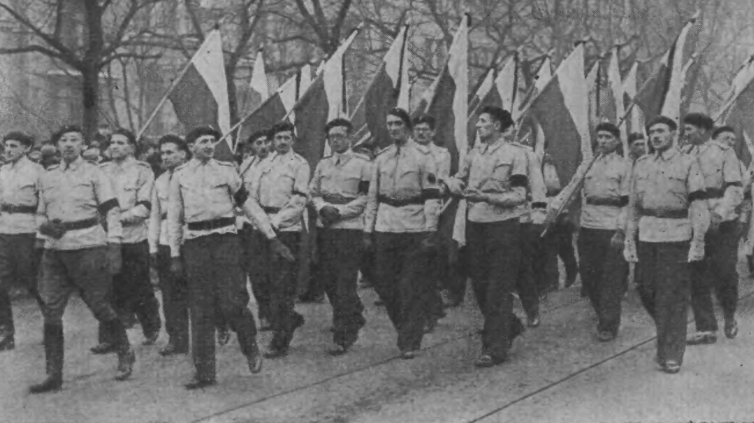
Membres del partit durant el funeral de Roman Dmowski

El Partit Nacional (polonès Stronnictwo Narodowe) fou un partit polític polonès creat l'octubre de 1928 després de la transformació de la Unió Nacional Populista (Zwiazek Ludowa-Narodowy). Va aplegar la majoria de les forces de l'antiga va reunir a la majoria de les forces de Democràcia Nacional (Narodowe demokracja).
Va ser un dels principals opositors del règim de Sanacja durant les eleccions parlamentàries poloneses de 1930. El 1934 una de les principals faccions es va separar per a formar el Camp Nacional dels Radicals (Obóz Narodowe-Radykalny). Durant la Segona Guerra Mundial, molts activistes es van sumar a les organitzacions resistents Narodowe Siły Zbrojne (Forces Armades Nacionals) i a la Narodowa Organizacja Wojskowa (Organització Militar Nacional), alhora que col·laboraren amb el Govern polonès a l'exili. Perseguida a durant la República Popular de Polònia, el seu llegat el van mantenir algunes organitzacions d'emigrants. Després de la caiguda del comunisme el 1989, es va tornar a formar a Polònia dirigit per Maciej Giertych. El 2001 es va unir a la Lliga de les Famílies Poloneses.

## Resultats electorals

### Sejm
| Any  | Vots      | %         | Escons   | Govern   |
| ---- | --------- | --------- | -------- | -------- |
| 1930 | 1,443,165 | 12.7 (#2) | 63 / 460 | Oposició |